# Skatteförvaltningen (Finland)
Skatteförvaltningen (finska: Verohallinto) är en finländsk statlig myndighet som tar hand om skatteförvaltningens hela område. Skatteförvaltningen står under finansministeriet i Finland. Skatteförvaltningen samlar in ungefär 95 % av skatter och avgifter av skattenatur. Vid sidan om skatteförvaltningen samlas skatter och av gifter in av Tull samt av Traficom. Skatteverket redovisar insamlade skatter till olika fasett som upprätthåller samhällens funktioner och tjänster så som staten, kommuner, Folkpensionsanstalten (Fpa), evangelisk-lutherska och ortodoxa församlingar samt med Ålands skogvårdsförening.
Skatteförvaltningens föregångare Skattestyrelsen nedlagdes 1 september 2010 i samband av reformen av Skatteförvaltningens organisation.
Skatteverket berättar att myndighetens värde är förtroende, samarbete och förnyelse.

## Beskattning i Finland
Om beskattningen i Finland bestäms i Riksdagen, i Europeiska unionen och i kommunerna. Beskattningen regleras av skattelagar, som förbereds i finansministeriet och antas av Riksdagen.
Beskattningen i Finland beror på om du är allmänt eller begränsat skattskyldig, om du bor och arbetar i en gränskommun eller om du arbetar på distans utomlands eller i flera länder samtidigt.
År 2015 insamlade Skatteförvaltningen cirka 55 miljarder euro. Dessa inkomster delades ut till staten (60%), kommuner (32%), Folkpensionsanstalten (6%), församlingar (cirka 2%) och skogsvårdsföreningar (under 1%).

## Skatteförvaltningens organisation
Skatteförvaltningens organisation är delad i 10 enheter:
1. Beskattningsenhet som sköter kundernas beskattning.
2. Kundrelationsenhet som styr och leder den kundinriktade verksamheten på hela Skatteförvaltningens nivå.
3. Produkthanteringsenhet som producerar sådana produkter till både externa och interna kunder som överskrider deras förväntningar och stöder deras verksamhet.
4. Förvaltningsenhet som svarar för uppgifter inom personalförvaltning, ekonomiförvaltning och allmän förvaltning.
5. Stabs- och rättsenhet som svarar för stabsuppgifter och för förberedandet och föredragandet av generaldirektörens beslut.
6. Kommunikationsenhet som svarar för Skatteförvaltningens kommunikation på koncernnivå, e-tjänster och språktjänster.
7. Enheten för intern revision som bedömer om Skatteförvaltningens interna revision är tillräcklig genom att granska alla Skatteförvaltningens funktioner.
8. Säkerhets- och riskhanteringsenhet som svarar för ärenden som gäller Skatteförvaltningens säkerhet och riskhantering.
9. Enheten för utredning av grå ekonomi som producerar information om grå ekonomi och utarbetar utredningar om företag och samfund för andra myndigheter.
10. Inkomstregisterenhet som driver inkomstregistret och är ansvarig myndighet.

Förutom de ovannämnda enheter finns det organ som fungerar oberoende av Skatteförvaltningen. Dessa organ är Centralskattenämnden, som meddelar förhandsavgöranden, Skatterättelsenämnden, som behandlar begäran om omprövningar samt Enheten för bevakning av skattelagarnas rätt, som bevakar skattelagarnas rätt vid beskattningen och vid sådant ändringssökande som gäller beskattningen.

### Personal
I slutet av året 2021 hade Skatteförvaltningen 5 212 anställda vilket var cirka 100 personer mer än år 2020. Personalens medelålder var 47 år 2021.